# احمد طالب ابراهیمی
احمد طالب ابراهیمی (عربی: أحمد طالب الإبراهيمي؛ زادهٔ ۵ ژانویهٔ ۱۹۳۲) وزیر سابق و فرزند شیخ علامه محمد بشیر ابراهیمی دارای تحصیلات دکترا در طب از فعالین «اتحادیه دمکراتیک دوستداران بیان» بود. او در دوران جوانی به جبهه آزادیبخش ملی الجزایر پیوست و سرانجام نیز به عنوان نماینده دولت موقت (الجزایر) در قاهره تعیین گردید.

## زندگی
احمد طالب در روز ۵ ژانویه ۱۹۳۲ در شرق الجزایر در خانواده ای که گفته می‌شود نسبت آن‌ها به ابوبکر می‌رسد به دنیا آمد. پدر او یکی از بنیانگذاران هیئت علمای مسلمین الجزایر و اولین ناظر فعالیت‌های آن در غرب الجزایر به ویژه در شهر تلمسان بود و به همین خاطر نیز احمد طالب عمده دوران کودکی و جوانی‌اش را در شهر تلمسان گذرانده‌است.

## تحصیلات
پدر احمد طالب مخالف رفتن احمد به مدرسه فرانسویان بخاطر آموزش‌های غربی آن بود ولی یکی از دوستانش او را قانع کرد که آموزش فرانسوی به نفع احمد در مبارزه علیه استعمار فرانسه است و بر همین اساس احمد برای آموزش به مدرسه فرانسوی‌ها فرستاده شد.

## افکار سیاسی
موقعی که پدر احمد از تأیید فرانسه در جنگش علیه آلمان در سال ۱۹۳۹ قاطعانه سر باز زد دستگیر و با خشونت به تبعید در نقطه‌ای صدها کیلومتر دورتر از تلمسان فرستاده شد و این در شکل‌گیری ذهن احمد و آشنایی اش با برخوردهای استعمار فرانسه تأثیر جدی داشت. احمد در غیاب پدرش که یا در زندان یا در تبعید به سر می‌برد، رو به سیاست آورد و به ویژه کشتار نزدیک به ۴۵ هزار نفر در تظاهرات بزرگ و سراسری ۸ مه ۱۹۴۵ تأثیر زیادی روی او گذاشت. ابراهیمی در سال ۱۹۴۹ با ورود به دانشگاه به انجمن دانشجویان مسلمان شمال آفریقا پیوست و در کلیه تظاهراتی که توسط این انجمن ترتیب داده می‌شد شرکت می‌کرد. او برای اولین بار در دانشگاه متوجه محتوای آموزش‌هایی که سرشار از فرهنگ استعماری و القای شکست ناپذیری استعمار فرانسه بود گردید و به این فکر افتاد که در نقطه مقابل این فرهنگ و برای مقابله با آن یک روزنامه بزبان فرانسه بنام «جوانان مسلمان» منتشر کند.
ابراهیمی پس از ۵ سال تحصیل در دانشگاه الجزایر برای ادامه تحصیل به فرانسه رفت و همپای با تحصیل به مبارزه‌اش در اتحادیه سراسری دانشجویان مسلمان الجزایری و سپس در فدراسیون فرانسوی جبهه آزادیبخش ملی ادامه داد و در جلسات بسیاری که در دانشگاه‌های مختلف فرانسه تشکیل می‌شد شرکت می‌کرد. او از ابتدای مارس ۱۹۵۶ تا پایان فوریه ۱۹۵۷ که توسط مقامات فرانسه دستگیر شد به زندگی کاملاً مخفی روی آورد و از جمله مهم‌ترین اقدامات او هماهنگی بین اعضای فدراسیون فرانسه و رهبری جبهه آزادیبخش بود.

## از زندان تا اعلام استقلال
احمد سرانجام در سال ۱۹۵۷ با تعدادی از یارانش توسط پلیس فرانسه دستگیر و به زندان افتاد. او در زندان با ۵ تن از رهبران جنبش بنام‌های احمد بن بلا، محمد بوضیاف، حسین آیت احمد، محمد خیضر و مصطفی الاشرف آشنا شد و با آن‌ها جلسات متعددی در زمینه بحث و گفتگوهای سیاسی داشت.
احمد الابراهیمی در سپتامبر ۱۹۶۱ از زندان فرانسه آزاد و به تونس و از آنجا به مغرب و بعد هم برای برخی معالجات پزشکی به نیویورک رفت. او سپس به دیدار خانواده اش در قاهره که از سال ۱۹۵۲ آن‌ها را ندیده بود رفت و در ژوئیه ۱۹۶۲ به الجزایر برگشت و فعالیت‌هایش را با تشکیل یک کمیته کوچک سه نفره جهت ادامه ارتباط با سایر بخش‌های جبهه آزادیبخش ادامه داد.

## مناصب دولتی
احمد الابراهیمی در دهه‌های ۶۰، ۷۰ و ۸۰ مسئولیت چندین وزارتخانه الجزایر را بعهده داشت و در انتخابات سال ۱۹۹۹ نیز کاندیدای ریاست جمهوری بود.

## آثار
- نامه‌هایی از زندان
- بحران الجزایر: معضل و راه حل
- رؤیاها و رنج‌ها: خاطرات احمد طالب الابراهیمی[۸]